# 格雷格·罗杰斯
格雷格·罗杰斯（英語：Greg Rogers，1948年8月14日—），澳大利亚男子游泳运动员。他曾代表澳大利亚参加1968年和1972年夏季奥林匹克运动会游泳比赛，其中1968年奥运会获得一枚银牌和一枚铜牌。